# Michael Jäger (Redakteur)
Michael Jäger (* 1958 in Wien) ist ein österreichischer Redakteur, Amateurastronom und Kometenentdecker. Bis 2021 war er stellvertretender Chefredakteur der Tageszeitung Kurier. In Astronomenkreisen wird er wegen seiner weltweit bekannten Erfolge in der Astrofotografie auch „Kometenjäger“ genannt.

## Leben
Jäger war seit 1980 Mitarbeiter der Tageszeitung Kurier. Ab 2005 leitete er die Niederösterreich-Redaktion und ab 2010 das Gesamtressort Chronik.  2017 wurde Jäger zum stellvertretenden Chefredakteur berufen.
Seit 1982 beschäftigt sich Jäger intensiv mit der Beobachtung von Kometen. Bis 2014 nahm er mehr als 500 dieser Himmelskörper auf, bis März 2021 waren es über 1000. Am 28. August 1994 entdeckte der Amateurastronom ein Kometenbruchstück, das sich vom Kometen 141P/Machholz abgetrennt hatte. Am 23. Oktober 1998 entdeckte er den Kometen 290P/Jäger. Er war der Erste, der durch gezielte Fotoserien die Rotation eines Kometenschweifs nachwies.
Nachdem Jäger Ende August 2021 nach 40 Berufsjahren als Journalist in den Ruhestand getreten war, baute er neben der Meteorstation Martinsberg eine kleine, speziell für Astrofotografie eingerichtete Sternwarte. In einer Vortragsserie des Österreichischen Astronomischen Vereins berichtete er 2021 über die Beobachtung von 1000 Kometen in 40 Jahren.

## Auszeichnungen
Im Jahr 1999 erhielt Jäger für seine Kometenentdeckung den Edgar Wilson Award. Im selben Jahr wurde er zum ersten Preisträger, dem die VdS-Medaille von der Vereinigung der Sternfreunde verliehen wurde. Im Mai 2004 wurde der Asteroid (78391) Michaeljäger zu seinen Ehren benannt. Am 24. Juni 2014 wurde ihm für seine journalistische Tätigkeit das Große Ehrenzeichen für Verdienste um das Bundesland Niederösterreich verliehen.